# 杨剑
杨剑（1960年—），江西南昌人。汉族。中国人民解放军少将军衔。

## 生平
中国共产党党员。国防大学联合战役指挥专业毕业。曾任济南军区54军127师师长、济南军区20军副军长等职。至晚于2014年1月28日前，出任总政直工部部长。2016年，任中央军事委员会训练管理部副部长。
2010年7月，晋升为中国人民解放军少将。
2008年，当选第十一届全国人民代表大会解放军代表。